# 어린이조선일보
《어린이조선일보》(少年朝鮮日報·어린이朝鮮日報, The Chosun Children's Daily)는 신문 출판 기업인 조선일보사(朝鮮日報社, Chosun Ilbo Corporation)가 발행하는 대한민국의 어린이 일간 신문으로, 1937년 1월 10일에 창간되었다. 이후 2018년 6월 4일, 창간 81년 만에 기존 소년조선일보에서 현재의 어린이조선일보로 제호를 변경하였다.

## 연혁
- 1936년 01월 13일 조선일보 월요판 3면에 소년조선일보란으로 시작
- 1937년 01월 10일 소년조선일보로 일요판 부록으로 창간.
- 1940년 08월 10일 일제에 의해 강제 폐간 (大日本帝国によって廃刊)
- 1955년 01월 23일 조선일보 부록으로 복간
- 1956년 04월 01일 ~ 5월 17일 '어린왕자' 소년조선일보와 조선일보에 번갈아 연재
- 1965년 02월 21일 2차 재창간, 조선일보와 분리 독자발행
- 1967년 04월 18일 명예기자 첫 선발(전국 37명)
- 1971년 03월 02일 국민교판 중학교판 분리
- 1996년 05월 04일 인터넷판 어린이신문 중 최초 개판
- 2018년 06월 04일 어린이조선일보로 제호 변환

## 기타
- 어린이조선일보는 조선일보를 구독해야 받아볼 수 있다. (보급소에 따라 다름)
- 月 1만원
- 구독신청 080-900-0077, 1577-8585

## 창간부터
어린이조선일보가 창간된 1937년은 암울한 일제강점기가 최고조에 달하던 시기였다. 그러면서 어른은 물론이고 어린이들도 희망을 잃어가고 있었는데... 그 때 소년조선일보가 희망처럼 창간이 되었다. 소년조선일보는 어린이를 위해 열심히 기사를 써오다 조선일보가 폐간되며 함께 폐간이 된다.  
하지만 소년조선일보는 약 15년이 지난 1955년에 조선일보 부록으로 재창간 된다. 1956년 4월 1일부터 5월 17일까지 소년조선일보와 조선일보에 번갈아 연재가 되었다.  

정식적으로는 1965년 2월 21일에 창간된다. 이 인기로 소년조선일보는 2주만에 10만부를 돌파한다. 71년에는 국민교판과 중학교판을 따로 발행을 했으며 96년에는 인터넷판을 개설했다. 2018년 6월 4일에 어린이조선일보로 제호를 바꾸었다. 